# Skaraborgs Nyheter
Skaraborgs Nyheter är en lokaltidning på nätet som bevakar alla kommuner i Skaraborg.
Tidningen grundades 2018 av Roderick Hristov. Då hette tidningen Skövde city news och bevakade enbart Skövde kommun. År 2020 utökades dock bevakningen till hela Skaraborg, då verksamheten slogs ihop med Skaraborgswebben.
Efter ett par månader av glesare nyhetsrapportering såldes tidningen under augusti 2023 till Lundell Gruppen  som också köpt Skaraborgs näst största gratistidning Lidköpingsnytt.